# 신경기
신경기(辛慶忌, ? ~ 기원전 12년)는 전한 후기의 군인으로, 자는 자진(子眞)이며, 농서군 적도현(狄道縣) 사람이다. 파강장군(破羌將軍) 신무현의 아들이다.

## 생애
임자로 우교승(右校丞)이 되었고, 상혜를 따라 오손과 싸워 공을 세워 시랑(侍郞)이 되었다. 교위로 전임되어 언기국에 주둔하였고, 귀환 후 알자(謁者)가 되었으나 그를 아는 이는 얼마 없었다.
원제가 갓 즉위하였을 때 금성장사가 되었고, 수재로 천거되어 낭중거기장(郞中車騎將)이 되니 점차 인정을 받게 되었다. 다시 교위가 되고, 장액태수·주천태수를 역임하였다.
성제가 즉위한 후, 광록대부·좌조중랑장(左曹中郞將)을 역임하고 집금오로 승진하였다. 그러나 조충국의 집안과의 원한으로 아들이 조씨 집안의 일원을 죽이고 말았고, 이에 연좌되어 주천태수로 좌천되었다. 한 해 남짓 지나 대장군 왕봉의 천거로 다시 광록대부·집금오를 역임하였다. 이후 죄를 지어 운중태수로 좌천되었으나, 다시 부름을 받아 광록훈이 되었다. 홍가 2년(기원전 20년)에 우장군·제리산기(諸吏散騎)급사중이 되었고, 2년 후 광록훈을 겸임하였다. 영시 2년(기원전 15년) 좌장군으로 승진하였고, 3년 후 늙어 죽었다.
장남 신통(辛通)은 호강교위(護羌校尉)를, 차남 신준(辛遵)은 함곡관도위를, 막내 신무는 수형도위를 지냈고, 모두 장수의 풍채가 있었다. 일족들 중 이천석에 이른 자가 십여 명이었다. 왕망은 본래 신씨들을 중용하려 하였으나, 신씨는 왕망의 측근 견풍·견한을 배척하였기 때문에, 여관의 사건이 일어났을 때 연좌되어 몰락하였다.

## 출전
- 반고, 《한서》
  - 권19하 백관공경표 下
  - 권69 조충국신경기전

| 전임 임천추 | 전한의 집금오 기원전 30년? ~ 기원전 28년? | 후임 보 |

| 전임 보 | 전한의 집금오 기원전 26년 ~ 기원전 22년 | 후임 한립 |

| 전임 왕장 | 전한의 광록훈 기원전 21년 ~ 기원전 20년 기원전 18년 ~ 기원전 15년 | 후임 공광 |

| 전임 왕장 | 전한의 우장군 기원전 20년 ~ 기원전 14년 | 후임 한훈 |

| 전임 사단 | 전한의 좌장군 기원전 14년 ~ 기원전 12년 | 후임 윤잠 |